# Дагомея (фильм)
«Дагомея» (фр. Dahomey) — документальный фильм французского режиссёра Мати Диоп, премьера которого состоялась в феврале 2024 года в рамках основной программы 74-го Берлинского международного кинофестиваля. Картина получила «Золотого медведя».

## Сюжет
Фильм рассказывает о судьбе культурных ценностей, принадлежавших правителям Бенина и вывезенных в Европу. Часть их в 2021 году вернулась на родину.

## Премьера и восприятие
Премьера картины состоялась в феврале 2024 года на 74-м Берлинском международном кинофестивале, в рамках основной программы. Фильм считался одним из фаворитов конкурса до официального показа, так как его сняла победительница Канн. В итоге он получил «Золотого медведя».
На сайте Rotten Tomatoes фильм имеет рейтинг одобрения 100 % на основе 9 рецензий со средней оценкой 7,3 из 10. Дэвид Руни, рецензировавший фильм для The Hollywood Reporter, назвал его «многослойным и резонансным». Российский кинокритик Андрей Плахов причислил «Дагомею» к «повесточной» части программы Берлинале. По его мнению, Диоп, «увлечённая диспутом об успехах и трудностях деколонизации, не дала волю поэтической фантазии», из-за чего «картина оказалась слишком прямолинейной».